# Thrypticomyia arachnophila
Thrypticomyia arachnophila is een tweevleugelige uit de familie steltmuggen (Limoniidae). De soort komt voor in het Oriëntaals en Australaziatisch gebied.